# Im Nachbarhause links

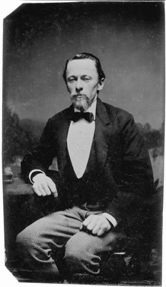
Theodor Storm in den 1860er Jahren

Im Nachbarhause links ist der Titel einer Novelle Theodor Storms, die im Juli 1875 abgeschlossen und im Oktober desselben Jahres in Westermanns Monatsheften veröffentlicht wurde. Als Buchveröffentlichung erschien der Text 1876 zusammen mit den Erzählungen Ein stiller Musikant und Psyche und wurde 1877 in die Gesammelten Schriften aufgenommen.
Die Novelle handelt von der alten und argwöhnischen Nachbarin des Erzählers, deren einzige Freude darin besteht, ihre angehäuften Schätze zu zählen.
Im Nachbarhause links lässt Bezüge zu E. T. A. Hoffmanns unheimlicher Novelle Das öde Haus erkennen und gehört zu den Werken, in denen Storm sich zunehmend mit sozialen und gesellschaftlichen Fragen beschäftigte und Außenseiter in den Mittelpunkt der Handlung stellte.

## Inhalt
Der Ich-Erzähler der Binnenhandlung berichtet seinem Freund vom Lebensende der nicht sonderlich „anziehend(en)“ Heldin Botilla Jansen. Als Stadtsekretär war er vor dreißig Jahren in die große See- und Handelsstadt gekommen.
Sein gemietetes Haus liegt zwischen zwei sehr unterschiedlichen Nachbargebäuden:
Während das Haus an der Südseite mit den polierten Scheiben und Blumenbeeten sowie den oft zu hörenden Kinderstimmen einen heiteren Eindruck hinterlässt, wirkt das hohe Haus auf der anderen Seite düster und heruntergekommen. Einige Fensterscheiben sind erblindet, der Anstrich der Mauer ist teilweise abgeblättert. Tagsüber steht es in Todesstille, nur nachts sind seltsame Geräusche zu hören.
Über die Bewohnerin, die Witwe des Kaufmanns Sievert Jansen, wird in der Stadt gemunkelt. Die für ihn zunächst unsichtbare Frau hat ein Testament erstellt, das sich im Stadtgericht befindet. Als der Erzähler nach seinem Einzug den freundlichen Nachbarn zur Rechten einen Antrittsbesuch abstattet, erfährt er, dass die argwöhnische Dame ganz allein wirtschaftet und es schwer ist, ihr Haus zu betreten. Tatsächlich gelingt es ihm zunächst nicht, sie zu besuchen, da auf sein Klopfen nicht reagiert wird und sich die Laute des Messingklopfers nur in den Tiefen der leeren Räume verlieren.
Als er im Nachsommer im Garten ist und ein Geräusch hört, blickt er von der Leiter aus über die hohe Mauer in den Nachbargarten, der von Unkraut, Gartenmohn und anderen Gewächsen überwuchert ist. Unter einem der Obstbäume steht seine Nachbarin zwischen dem Unkraut als „winzige zusammengekrümmte Frauengestalt“ in einem verschossenen Kleid. Sie nehmen einander wahr, und schon am nächsten Morgen schickt sie ihm einen Korb mit schmackhaften Birnen.
Der Erzähler erinnert sich an seinen Großvater, der ihm vor langer Zeit ein Miniaturbild mit einem „Mädchenkopf von bestrickendem Liebreiz“ zeigte. Das hübsche Mädchen sei seine Nachbarin und Spielkameradin gewesen, „schon damals eine kleine Unbarmherzige“.
Im Winter berichtet ihm der Bürgermeister, die Witwe sei besinnungslos auf einer Treppe ihres Hauses gefunden worden. „Der alte Geizdrachen“ wolle nur mit dem Fallholz des Gartens heizen. Nachts krieche die alte Jansen durch das Haus, „um ihre Schätze zu beäugeln“. Man müsse womöglich einen Kurator bestellen.
Es gelingt dem Erzähler, das Haus zu betreten, das mit viel Gerümpel und Spinnengeweben an den Fenstern verwahrlost wirkt. Die alte Frau, deren „Glieder nur noch in den Zuckungen des Hasses zu leben“ scheinen, habe keine Kinder und wolle auch ihren anderen Verwandten nichts vererben. Ihr Neffe, Leiter der örtlichen Polizei, sei zu einfältig, um die Spitzbuben der Stadt zu verhaften. Er habe ihr kurz nach seiner Ernennung eine Visite abgestattet, um „zu erbschleichen“. Sie vertraut allerdings dem Stadtsekretär, der eine alte Frau gewiss nicht hintergehen werde, und ist damit einverstanden, dass er die juristische Betreuung übernimmt.
Als der Sekretär sie erneut besucht, sortiert die misstrauische Witwe Päckchen mit Wertpapieren. Auf dem Tisch befinden sich etliche Geldbeutel, die aus den Resten alter Frauenkleider bestehen. Nach Stunden des Nachzählens verneint sie die Frage, ob sie auch Goldmünzen habe. Etwas später überrascht der Erzähler sie dabei, wie sie mit der Hand in einem Haufen Gold wühlt. Es sei „ihre einzige Freude“, sie habe „sonst gar keine Freuden mehr“. Der Sekretär erinnert sich bei der Szene an die hübsche Spielgesellin seines Großvaters.
Er überzeugt seine Nachbarin, ihre junge und bedürftige Nichte Mechthild als Erbin einzusetzen. Während eines langen Gesprächs stellt sich heraus, dass der Großvater des Erzählers ihre Jugendliebe war und sie dem Sekretär auch wegen der großen äußeren Ähnlichkeit vertraut hat. Der Erzähler verschweigt seine Verwandtschaft und verzichtet so auf das mögliche Erbe. Noch bevor das Testament zugunsten der Nichte geändert werden kann, stirbt Botilla Jansen. Sie wird als kleiner zusammengekrümmter Leichnam auf dem Fußboden aufgefunden, der mit Goldstücken übersät ist.

## Entstehung und Publikation
Im Mai 1875 besuchte Storm seinen Schwager Gustav Nissen und seinen Freund Hartmuth Brinkmann in Flensburg. Die Äußerungen der beiden Amtsrichter über das gesellschaftliche Leben der Stadt regten ihn zu der Geschichte an. Wie er Brinkmann berichtete, kam ihm die „Idee“ zu der Erzählung während eines Spaziergangs mit dem Freund durch den Kollunder Wald.
Storm konnte die Novelle bereits Ende Juli 1875 beenden. In einem Brief an den Verleger George Westermann vom 27. Juli 1875 schrieb er, dass die „Heldin“ seiner Novelle „ein altes, 80jähriges Weib“ sei. Westermann akzeptierte den Text sofort und zahlte ihm das Honorar von 675 Mark noch vor der Veröffentlichung im Oktober desselben Jahres aus.
Als Buchveröffentlichung erschien Im Nachbarhause links 1876 zusammen mit den Novellen Ein stiller Musikant und Psyche und wurde 1877 in den zehnten Band der Gesammelten Schriften aufgenommen.
Die Hauptgestalt Botilla Jansen lässt zwei Vorbilder erkennen: Rahel Jeanette Christiansen (1784–1867) war die Frau eines Flensburger Kaufmanns und Reeders, die als „südländische“ Schönheit mit ihren Extravaganzen in der Stadt für Aufmerksamkeit sorgte. Korte Jessen wiederum, Tochter eines Kapitäns und Buchhändlers, bewohnte bis zu ihrem Tode das Haus „Große Straße 46.“ Ihrer Umgebung schien sie auffällig altmodisch gekleidet und sonderbar.

## Hintergrund
Storm ließ sich vermutlich von der Erzählung Die fünf Geschwister anregen, die er in Karl Biernatzkis Volksbuch auf das Jahr 1848 gelesen hatte. Von dem Volksbuch waren bereits Anregungen für die vorhergehende Novelle In St. Jürgen ausgegangen.
Am Ende der Geschichte beobachtet der Ich-Erzähler eine alte, unreinlich gekleidete Frau, die „mit eiligen, unsicheren Schritten“ durch den Garten irrt. In den Nächten hören die ängstlichen Nachbarn und der Erzähler selbst ein schreckliches Geheul, das „wie das Klagegeschrei der Verdammten“ klingt. Die einzige Freude der Jungfer Magdalena waren Mäuse und Ratten, die sie fütterte. Schließlich wird ihr von den Tieren angefressener Leichnam auf dem Dielenboden gefunden.

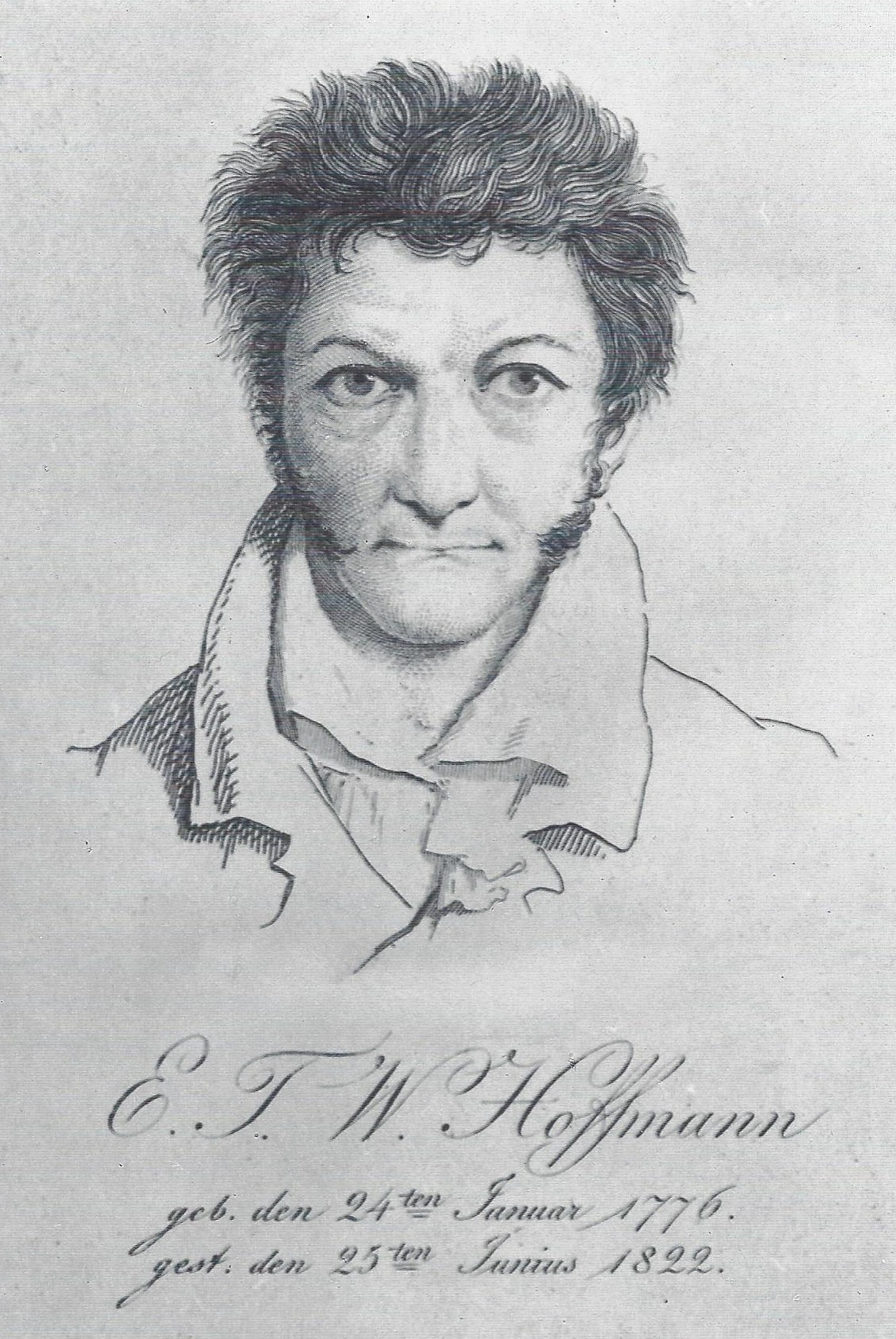
E. T. A. Hoffmann, Stich nach dem Selbstporträt, um 1800

Eine weitere Anregung ging von E. T. A. Hoffmanns Novelle Das öde Haus aus, in der es ebenfalls um die letzten Lebensjahre einer alten Frau geht. Storm bewunderte Hoffmann, ließ sich in seinen unheimlichen Geschichten von ihm beeinflussen und erwähnte ihn etwa am Anfang des Erzählreigens Am Kamin.
Früher stand die Bewohnerin des öden Hauses „in der vollsten Blüte wunderbarer Schönheit“, wurde dann aber von ihrem Liebhaber verlassen, verfiel dem Wahnsinn und lebte einsam vor sich hin. Wie in Storms Novelle wird das Haus anfangs aus nachbarschaftlicher Perspektive beschrieben. In dem Gemäuer soll es spuken, nachts dringen seltsame Geräusche nach außen.
Neben den Gemeinsamkeiten gibt es auch deutliche Unterschiede zwischen den Werken: Das öde Haus ist eine typisch romantische Erzählung, die den Leser aus der Realität in eine phantastische Welt führt und sich an älterer Schauerliteratur orientiert, während der Erzähler in Storms Novelle eine „wahre“ Geschichte erzählen will. Geht es bei Hoffmann um ein „dämonisches Spiel“, will Storm dem Leser die Wirklichkeit eines misslungenen Daseins verdeutlichen.
Storm behandelte in seiner späteren Novellistik auch soziale Fragen und beschäftigte sich mit Außenseitern. Nach dem gewonnenen Deutsch-Französischen Krieg beobachtete er die gesellschaftlichen Entwicklungen mit kritischem Blick für die Gefahren der Zeit. Dass er sich für das Leben „kleiner Leute“ interessierte, geht bereits aus dem Titel des 1887 veröffentlichten Erzählungsbandes Bei kleinen Leuten hervor. Im Mittelpunkt stehen kleine Handwerker wie in Bötjer Basch oder Charaktere wie der entlassene Strafgefangene in Ein Doppelgänger. Mit den Zwei Kuchenesser(n) der alten Zeit (aus den Zerstreuten Kapiteln) stellte er Sonderlinge vor und beleuchtete mit Botilla Jansen das Leben einer Figur, die an ihrer Habsucht scheitert.

## Deutungsansätze und Rezeption
Die Novelle wurde zunächst wenig beachtet. So schrieb Paul Heyse in einem Brief an Storm lediglich, er habe sie „mit großer Freude und dem eigentlichsten poetischen Gruseln“ gelesen, ohne weiter auf Einzelheiten einzugehen. Erich Schmidt sprach vom „grellen Lichte der Hoffmannschen Zauberlampe“, das die „irrsinnige Greisin“ angestrahlt habe. Mit ihren „jugendlichen Reizen“ habe sie vor vielen Jahren den Großvater des Erzählers geblendet.
In seinem Storm-Essay schrieb Thomas Mann über Storms Vorliebe für das Gespenstische und Spukhafte, dem er eine gewisse Realität zugestanden habe. Auch die Novelle mit „dem eigentümlich lichtlosen und grausigen Charakter“ der alten Nachbarin gehöre in diese Kategorie.
Für Karl Ernst Laage ist die Novelle ein weiterer Beleg für Storms Entwicklung. Er habe schrittweise die Wirklichkeit erobert und den Weg beschritten, den er mit Draußen im Heidedorf begonnen und mit Waldwinkel fortgesetzt habe. Die Wirklichkeitsbilder hätten dabei noch grellere Farben angenommen. Aus der schönen und verführerischen Margarete Glansky sei mit Botilla Jansen nun ein seelenloses „schönes Raubtier“ geworden, das im Gefängnis des Egoismus eingeschlossen sei.
Im Nachbarhause links zeige die Sinnlosigkeit eines äußerlichen, auf Geld und Schönheit fixierten Lebens. Die reiche Witwe verkomme im Elend und werde schließlich von „ihren eigenen Goldtalern erschlagen.“
Gertrud Brate sieht das Geld innerhalb der Erzählung als ein Symbol: Botillas Geiz sei bereits während der Kindheit erkennbar und deute auf ihre Eitelkeit und Verwöhntheit. Sie könne in möglichen Nachkommen nur noch Erbschleicher erkennen. Wie Malte Denkert ausführt, fungiert die Nichte Mechthild als eine Art Gegenfigur zu der reichen Witwe, obwohl es eine gewisse Wesensverwandtschaft gibt. Auch sie sondert sich von der Gesellschaft ab und verfolgt ihre eigenen Träume, die sie allerdings noch innerhalb der Grenzen des Bürgertums selbstbewusst verwirklichen kann. Sie heiratet einen Leutnant und verlässt die Stadt, ohne sich um das Gerede zu kümmern.
Die Erzählung wurde auch ideologiekritisch gedeutet.
Für Fritz Böttger etwa nimmt die Novelle eine Schlüsselposition im Œuvre Storms ein und erzählt von einem durch „Geld entartete(n)“ Menschen. Laut Hartmut Vinçon malt die Erzählung das „Elend bourgeoiser Geldgier“ aus. Über die Dichtung werde stets die eigene Biographie des Bürgers Storm erzählt, der die Zeit für die Überwindung der eigenen Klasse erkannt habe.
1976 erstellte Claus B. Maier für den SFB eine knapp 61-minütige Hörspielfassung, ebenfalls unter dem Titel Im Nachbarhause links. Die Erstsendung wurde am 15. Januar 1977 ausgestrahlt; Regie führte Siegfried Niemann.